# Eunidia simplicior
Eunidia simplicior är en skalbaggsart som beskrevs av Stefan von Breuning 1939. Eunidia simplicior ingår i släktet Eunidia och familjen långhorningar. Inga underarter finns listade i Catalogue of Life.